# PGC 3094106
LEDA/PGC 3094106 ist eine Spiralgalaxie vom Hubble-Typ S im Sternbild Rabe am Südsternhimmel, die schätzungsweise 757 Millionen Lichtjahre von der Milchstraße entfernt ist. Gemeinsam mit NGC 4024 bildet sie ein optisches Galaxienpaar.